# Distretto di Idėr
Il distretto di Idėr è uno dei ventiquattro distretti (sum) in cui è suddivisa la provincia del Zavhan, in Mongolia. Conta una popolazione di 2.714 abitanti (censimento 2005). 